# Malinówka (województwo łódzkie)
Malinówka – wieś w Polsce położona w województwie łódzkim, w powiecie wieluńskim, w gminie Skomlin. Miejscowość wchodzi w skład sołectwa Zbęk.
W latach 1975–1998 miejscowość administracyjnie należała do województwa sieradzkiego.